# Fraps
FRAPS（英語：FRAmes Per Second）是一個由Beepa開發的工具軟體，功能是效能測試、螢幕擷圖與螢幕錄影。它主要用在基于DirectX與OpenGL的电脑游戏上。

## 歷史
Fraps自3.5.0版本起可以儲存大型影片檔案。在此之前，舊版本是以4GB為一個單位來分割儲存影片而且還要轉碼。可以向下兼容，以及在程式無預期終止執行時降低存檔的受損機率，使用者可以選擇使用分割儲存影片的選項來存檔影片。自3.0版本起支援Direct3D 11與Windows 7。自3.5.0版本起系統需求有重大改變。目前Fraps需要在SSE2架構的中央处理器（也就是奔腾4或最新的）以及Windows XP才能執行。自2013年2月26日起Fraps不再更新而且商標自2017年5月19日起過期，目前處在終止開發的狀態。

## 外部連結
- 官方网站